# République d'Užice

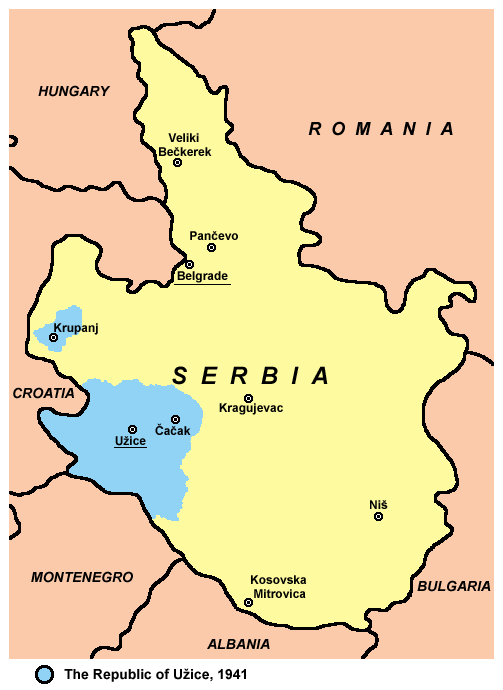
La république d'Užice dans la Serbie sous contrôle nazi.

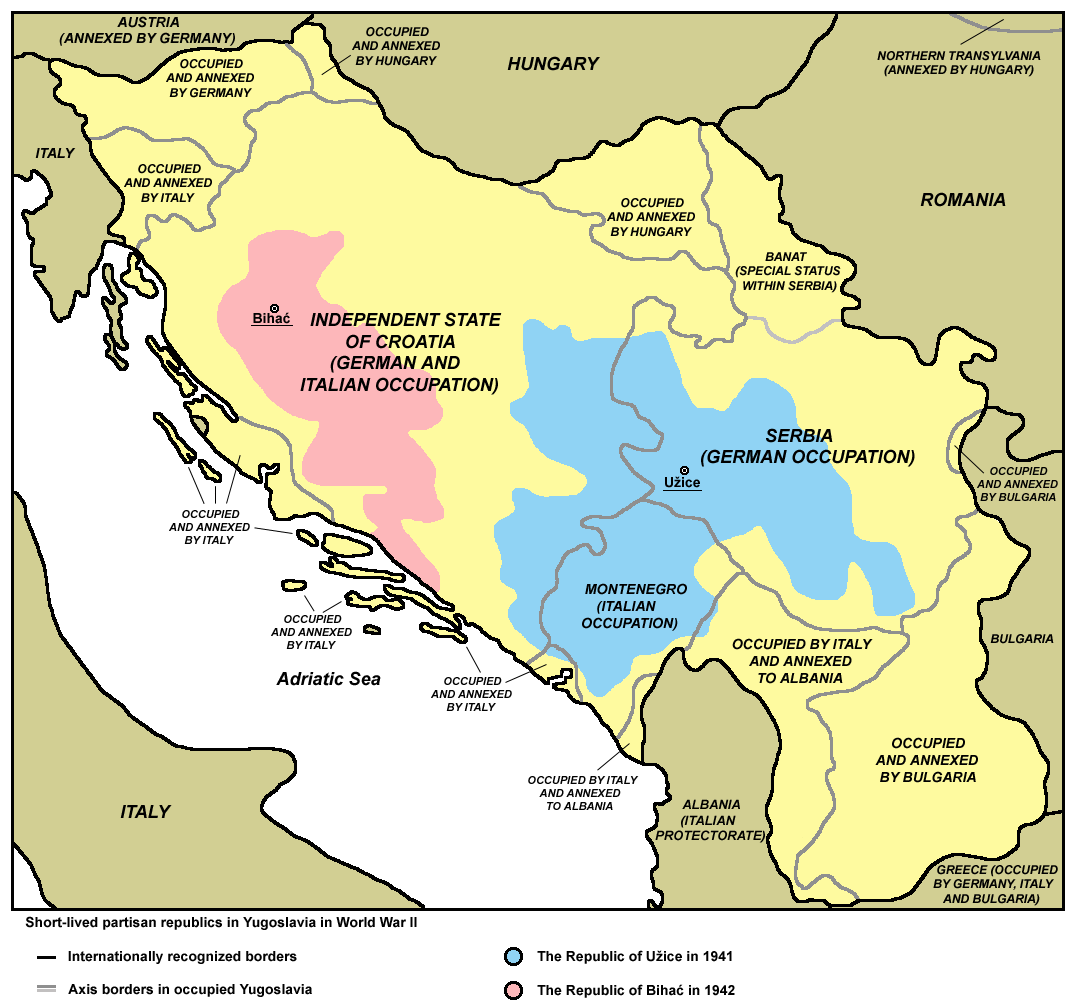
La république d'Užice dans la Yougoslavie sous contrôle de l'Axe.

La république d'Užice (en serbe : Ужичка република et Užička republika) était un territoire tenu, durant l'automne 1941 dans l'ouest de la Serbie occupée par les nazis,  par les Partisans communistes de Tito. Le principal chef-lieu du territoire des Partisans était la ville d'Užice, ce qui lui valut son surnom ; il fut repris par les Allemands en décembre.
La république d'Užice est également connue sous le nom de république soviétique d'Užice (en serbe : Ужичка совјетска република et Užička sovjetska republika) ou, plus familièrement, sous le nom de Sovietia (en serbe : Совјетија et Sovjetija).

## Histoire

### Contexte
Le 25 mars 1941, sous la pression d’Hitler, le président du Conseil serbe Dragiša Cvetković et son ministre des Affaires étrangères signèrent à Vienne l’adhésion de la Yougoslavie au Pacte tripartite, rangeant ainsi le pays aux côtés des puissances de l’Axe. À Belgrade, cette décision suscita immédiatement de nombreuses et importantes manifestations de rue ; un coup d'État força le prince Paul à quitter le pouvoir et installa sur le trône le roi Pierre II avant sa majorité. L'accord avec les nazis fut dénoncé. Par voie de conséquence, le 6 avril 1941, Belgrade fut bombardée par la Luftwaffe. La Yougoslavie fut envahie et, le 17 avril 1941, dut capituler. La Serbie centrale et le Banat furent placés sous l’autorité des nazis et un gouvernement de salut national dirigé par le général Milan Nedić fut installé à Belgrade par l'occupant. Après la rupture du Pacte germano-soviétique par l'Allemagne nazie, Josip Broz Tito, le chef des partisans communistes, lança un appel à l'insurrection le 1er juillet 1941.

## L'éphémère république

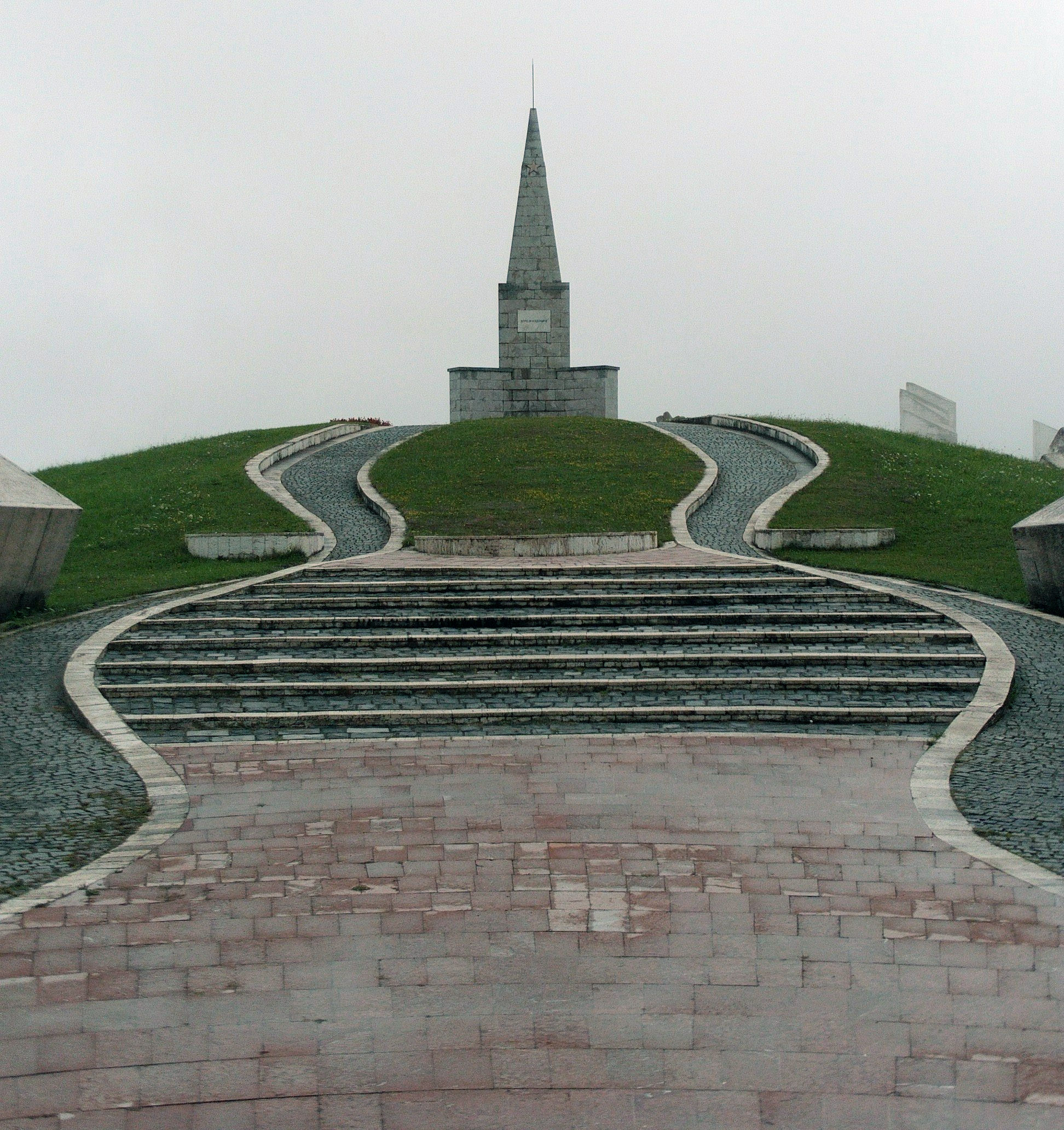
Le mémorial de Kadinjača

À la suite de la bataille de Drežnik, le 18 août 1941, les Partisans de Tito confortent leurs positions et, le 24 septembre 1941, ils réussissent à libérer Užice. En revanche, le 29 novembre 1941 a lieu la bataille de Kadinjača et les combattants communistes sont vaincus. Le 1er décembre 1941 marque la fin de l'éphémère république d'Užice,. La plupart des Partisans prirent la fuite, se réfugiant en Bosnie, dans le Sandžak et au Monténégro, avant de se regrouper à Foča en Bosnie.

## Territoire et organisation
La république d'Užice englobait presque tout l'ouest de la Serbie centrale et comptait plus de 300 000 habitants. Elle était située entre la ligne Valjevo-Bajina Bašta (au nord), la rivière Drina (à l'ouest), la Zapadna Morava (à l'est) et la région du Sandžak (au sud). 
Le président de la république était Dragojlo Dudić et, le vice-président, officiellement nommé secrétaire général, Josip Broz Tito. Le gouvernement était formé par les conseils du peuple (odbori). Les communistes ouvrirent des écoles et publièrent un journal intitulé Borba, « La Lutte ».
Au plus fort de leurs succès, ils réussirent à mettre en place un service postal, à contrôler près de 145 km de voies ferrées. Une fabrique de munitions était installée dans les caves de la banque d'Užice.

## Film
Un film historique, tourné en 1974, s'institule Užička republika (La République d'Užice), réalisé par Zivorad « Zika » Mitrovic.